# کایوگا (تگزاس)
کایوگا (به انگلیسی: Cayuga) یک منطقهٔ مسکونی در ایالات متحده آمریکا است که در شهرستان اندرسون، تگزاس واقع شده‌است. کایوگا ۹۳٫۸۸ متر بالاتر از سطح دریا واقع شده‌است.